# Ivailo Kalfin
Ivailo Georgiev Kalfin (en búlgaro: Ивайло Георгиев Калфин) (Sofía, 30 de mayo de 1964) es un político búlgaro, tres veces diputado y actual ministro de Asuntos Exteriores y viceprimer ministro de su país.

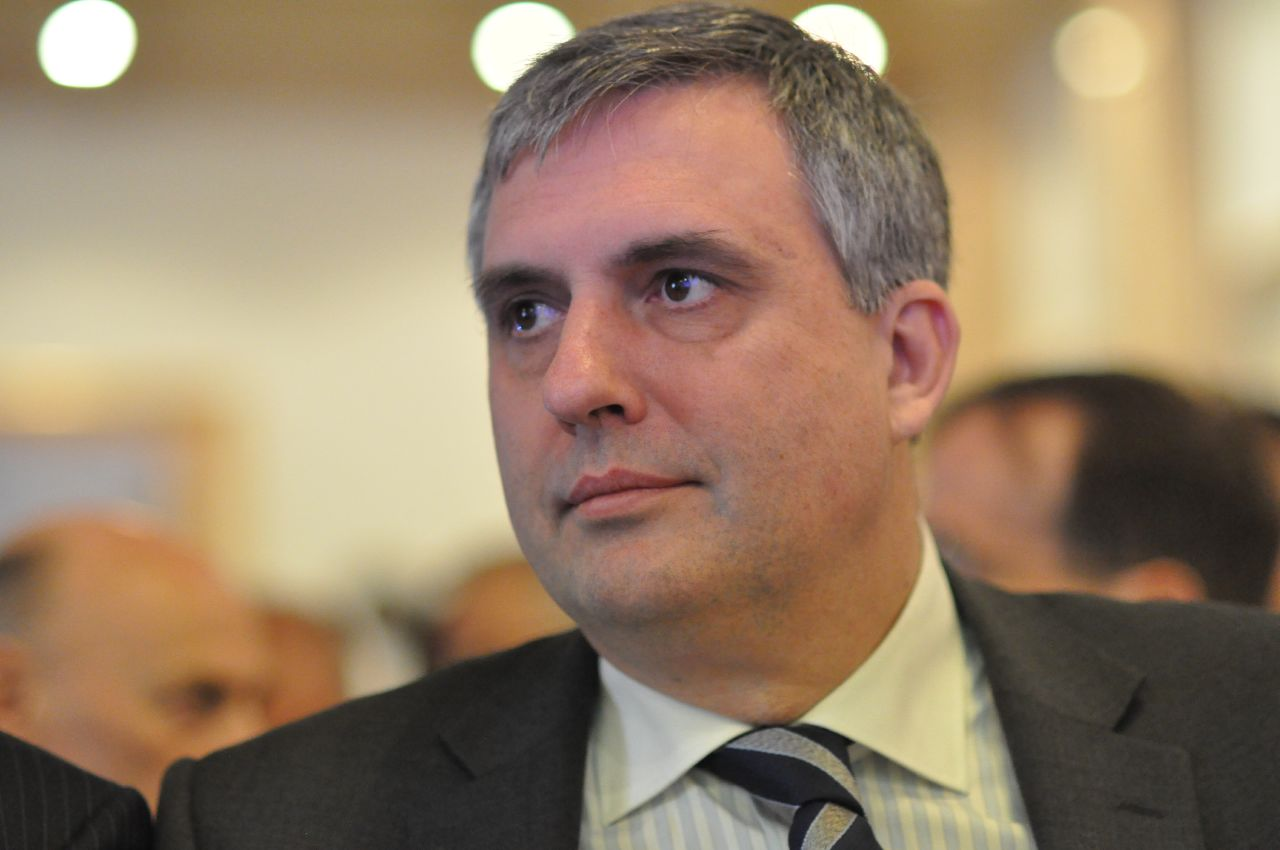
Ivailo Kalfin

## Biografía
Recibió su educación terciaria en la Universidad de Economía Nacional y Mundial de Bulgaria (1983-1988) y en la Universidad de Loughborough, en Inglaterra (1998-1999). La lista de lenguas que domina incluye el inglés, el francés, el ruso y el español. Está casado y tiene una hija.
Kalfin fundó el Movimiento Nacional Social Demócrata y ocupó el cargo de vicepresidente del Comité Parlamentario Común Bulgaria-Unión Europea entre 1995 y 1998. Diputado en la 37ª (1994-1997), 38ª (2000-2001) y 40ª (desde 2005) Asambleas Nacionales de Bulgaria, Kalfin forma parte del Consejo Consultivo del Banco Nacional de Bulgaria desde 2004. Fue observador en las elecciones en Kosovo en 2001 y 2004 como parte de misiones de OSCE en la región, y también trabajó como profesor universitario y director en varias consultorías.
Entre 2002 y 2005, fue asimismo asesor económico del presidente de Bulgaria, Gueorgui Parvanov, antes de ser nombrado ministro de Asuntos Exteriores en 2005.
Kalfin fue miembro del Parlamento Europeo entre 2009 y 2014.  Entre el 7 de noviembre de 2014 y mayo de 2016 se desempeñó como viceprimer ministro de Bulgaria y ministro de Trabajo y Política Social en el segundo gabinete de Borisov.

## Relaciones con Macedonia del Norte
El 24 de julio de 2006, en la apertura de una conferencia de trabajo con los titulares de embajadas y consulados búlgaros en el extranjero, Kalfin fue el primer ministro de Asuntos Exteriores búlgaro que manifestó públicamente su opinión contra la apropiación y tergiversación de la historia de Bulgaria por la República de Macedonia (hoy, Macedonia del Norte), diciendo lo siguiente:

Hemos declarado nuestro apoyo a la integración de [la República de] Macedonia [a la Unión Europea]. Pero tengo que decir inmediatamente que no sería normal que este apoyo fuera incondicional. Hay criterios que deben ser satisfechos. Insistiríamos mucho, en particular, en la observancia de los principios de relaciones de buena vecindad y la ausencia de agresiones hacia la nación o la historia búlgaras por parte de las autoridades macedonias.

El 28 de julio de 2006, Kalfin llamó a las autoridades de Skopje a reemplazar al director del centro cultural e informativo macedonio en Sofía, Stefan Vlahov-Mitsov.

Las autoridades macedonias deberían probar claramente que es inadmisible para un oficial de una representación diplomática en un país extranjero participar en la vida política de este país.

Su declaración fue provocada por la supuesta participación de Mitsov en la dirección de UMO Ilinden-Pirin, un controvertido partido ampliamente considerado por la opinión pública de Bulgaria como macedonista y antibúlgaro.